# Christos Palaskas

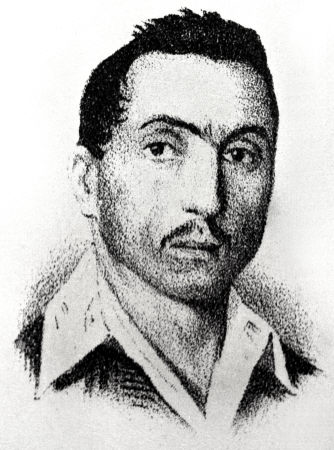
Lithographie mit Darstellung von Palaskas (1866)

Christos Palaskas (griechisch: Χρήστος Παλάσκας; * ca. 1788 in Metsovo, Ioannina; † 25. Mai 1822 in Thermopylen, Fthiotida) war ein griechischer Partisanenführer während des Griechischen Unabhängigkeitskrieges. Er wurde während eines internen Konflikts von den Männern von Odysseas Androutsos getötet.

## Leben

### Herkunft und vorrevolutionäre Karriere
Palaskas wurde um 1788 in Gotista (heutiges Metsovo), einem Dorf in der Nähe von Ioannina, geboren. In jungen Jahren schloss er sich den Soulioten im Kampf gegen Ali Pascha an. Später floh er auf die Ionischen Inseln, wo er von 1808 bis 1817 neben anderen Griechen als Artillerieoffizier in der französischen, russischen und britischen Armee diente. Nach der Auflösung des griechischen leichten Infanterieregiments im Jahr 1818 kehrte er nach Epirus zurück (wo er den Rang eines Hauptmanns erreichte) und diente als Artillerieoffizier am Hof von Ali Pascha von Ioannina. Dabei übernahm er die Organisation der Artillerie und die Ausbildung seiner Armee und half insbesondere in Bezug auf Strategie und Taktik.

### Im Dienste von Omer Vrioni
Nach Ausbruch des Krieges zwischen Ali Pascha und der Hohen Pforte lief Palaskas zu den Truppen des Sultans über und diente Omer Vrioni als Waffenoffizier. Als die Griechische Revolution ausbrach, blieb Palaskas zunächst auf der Seite der Osmanen und folgte Omer Vrioni auf seinem Feldzug gegen Südgriechenland. Laut dem griechischen Historiker Dionysios Kokkinos handelte Palaskas so entweder, weil er das Ausmaß und die Bedeutung der Revolution zunächst geringschätzte oder weil er um die Sicherheit seiner in Epirus verbliebenen Familie fürchtete. Nach der Schlacht von Gravia wurde er vom albanischen General ausgesandt, um mit den von Odysseas Androutsos angeführten Rebellen zu verhandeln, die zum Chlomo geflohen waren. Im Juni gelang es Palaskas, das Debakel der griechischen Rebellen in der Schlacht von Sourpi durch einen Trick abzuwenden. Genauer gesagt überzeugte er Vrioni und Kiose Mehmet, keinen Überraschungsangriff gegen die Rebellen zu starten, mit der Begründung, dass eine solche Taktik angesichts eines unterlegenen Feindes unter der Würde der osmanischen Armeen sei.
In der Zwischenzeit verhinderte er einige Tage später die Übergabe der Festung Livadia, da er befürchtete, dass dies zu einem möglichen Massaker durch die Osmanen führen könnte. Nach der endgültigen Eroberung der Stadt durch die Osmanen wurde Palaskas laut Autoren wie Spiliadis und Koutsonikas zum Mitgouverneur der Stadt ernannt.

### Beteiligung an der Griechischen Revolution
Ende Juli 1821 beriet sich Palaskas mit einem Gesandten von Androutsos, um den Griechen bei der Rückeroberung der Stadt zu helfen. Während des Angriffs diente er den griechischen Truppen als Wegweiser und trug zur Übergabe des Ortes „Ora“ durch die Verteidiger bei. Nach den Ereignissen von Livadia schlossen sich Palaskas und vierzig seiner Männer am 2. August offiziell den griechischen Rebellen an und begaben sich nach Galaxidi. Dort sprach er mit Alexandros Mavrokordatos und Alexandros Kantakouzinos und erklärte, er wolle zunächst nach Epirus ziehen, um seine gefangene Familie zu befreien. Dies erklärt, warum er wenige Tage zuvor Androutsos' großzügiges Angebot, sich ihm in Ost-Roumeli anzuschließen, abgelehnt hatte. Schließlich überzeugten sie ihn jedoch, in den aufständischen Gebieten zu bleiben.
Die endgültige Entscheidung von Palaskas, sich der Griechischen Revolution anzuschließen, wurde für Omer Vrioni und Kiose Mehmet als erheblicher Verlust angesehen, da Palaskas eine Person mit großem Einfluss auf verschiedene Partisanenführer und Honoratioren (Proestoi) Mittelgriechenlands war und daher von den Osmanen als Vermittler in möglichen Verhandlungen eingesetzt werden konnte, die zur Unterwerfung der aufständischen Regionen führen könnten.
Später wurde Palaskas‘ Familie freigelassen und wiedervereinigt. Im März 1822, nachdem er den Titel eines Chiliarchen erhalten hatte, zog er von Vrachori (heutiges Agrinio) nach Korinth, wo die Griechische Revolutionsregierung residierte.

### Beteiligung an den Bürgerkriegen und seine Ermordung
Im April 1822 wurde Palaskas auf Befehl der Regierung nach Ostkontinentalgriechenland geschickt, um Alexis Noutsos zu begleiten. Noutsos’ Mission bestand darin, Demetrios Ypsilantis zur Rückkehr auf die Peloponnes zu bewegen und gleichzeitig die Entlassung von Odysseas Androutsos aus der Führung Ostkontinentalgriechenlands vorzubereiten, da der damals beliebte Partisanenführer in direktem Konflikt mit dem lokalen Herrscherrat, dem Areopag, stand. Während der Mission traf sich Palaskas außerdem mit Androutsos in seinem Lager in der Gegend von Drakospilia (heutige Thermopylen, Fthiotida) auf dem Berg Parnass.
Im Mai wurden die beiden Männer mit einer kleinen Truppe von dreißig oder fünfzig bewaffneten Männern erneut nach Kontinentalgriechenland geschickt. Palaskas wurde als Ersatz für Androutsos geschickt, weil dieser im Konflikt mit dem Areopag seinen Rücktritt erklärt hatte, obwohl er nicht bereit war, das Kommando über seine Armee abzugeben. Noutsos wurde als politischer Gouverneur von Ostkontinentalgriechenland geschickt und war auch mit militärischen Aufgaben betraut. Gleichzeitig überbrachten sie einen Regierungserlass, der Androutsos aufforderte, nach Korinth zu gehen, um sich zu erklären. Laut Oikomonou und Spiliadis erlaubten die Befehle, Androutsos gefangen zu nehmen oder sogar zu töten, falls er sich weigerte zu gehorchen. Andererseits glaubt Spyridon Trikoupis, dass diese Befehle ein falsches Gerücht waren, das Androutsos wütend machte, als er davon hörte.
Am 14. Mai begaben sie sich zunächst nach Distomo, wo sie offiziell empfangen wurden. Nachdem sie die örtliche Wache von Androutsos’ Männern besiegt und ihre eigene aufgestellt hatten, zogen sie nach Stylida, wo sie mit Ypsilantis sprachen. Von Stylida aus zogen sie zunächst offenbar nach Patratziki, wo sich eine starke Streitmacht unter Nikitaras befand, auf Betreiben von Ypsilantis, der einer Version zufolge diesen Weg zum Schutz vor Androutsos vorgeschlagen hatte. Schließlich zogen sie auf Initiative von Noutsos in Richtung Androutsos’ Lager in der Gegend von Drakospilia.
Einer Version zufolge wurden sie im Dorf Dadi von Androutsos’ Männern angesprochen. Diese kannten den Zweck ihrer Mission und begaben sich zunächst mit einer Truppe von sechzig Soldaten zum Hauptquartier von Ypsilantis, um Informationen über die Aktivitäten der beiden Männer zu erhalten. Dort beriefen sie Androutsos zu einem Treffen ein, dem er jedoch fernblieb, da seine Männer einen möglichen Konflikt mit der bewaffneten Eskorte der Gegenseite befürchteten. Danach, so dieselbe Version, teilten sie ihm zwar per Boten mit, dass sie nach Messolonghi gehen würden, zogen aber am nächsten Tag weiter nach Drakospilia.
Am 25. Mai, als sie das Lager in der Gegend von Drakospilia betraten, wurden sie von Androutsos' Truppen umzingelt. Nach einer kurzen Belagerung der nahegelegenen St.-Georgs-Kirche ergaben sie sich und wurden ins Lager gebracht. Dort nahm Androutsos die Dokumente, die sie bei sich trugen, und las sie seinen Männern vor. Auf seine Betreiben hin töteten sie beide. Einige Autoren berichten, dass Palaskas vor ihrer Ankunft und Gefangennahme Androutsos' Drohgebärden vermutete, Noutsos jedoch seine Befürchtungen ignorierte.
Palaskas galt als hervorragender Soldat, wurde jedoch nicht als geeigneter Ersatz für Androutsos angesehen, da er in den ersten Monaten der Revolution auf der Seite der Osmanen stand und dies auch bedeutet hätte, dass er einen Partisanenführer ersetzen würde, der ihn bis dahin sehr freundlich behandelt hatte.
Einigen Autoren zufolge waren die Tode von Palaskas und Noutsos auf Ioannis Kolettis zurückzuführen, der sie für seine eigenen Zwecke töten wollte. Im Fall von Palaskas wird argumentiert, dass Kolettis' Wunsch, Palaskas' Frau zu seiner Geliebten zu machen, der Grund dafür war, was tatsächlich nach dem Tod ihres Mannes geschah.

## Familie
Christos Palaskas war der Sohn von Armatolen Leontaris Palaskas und Neffe des Häuptlings Dimitrios oder Theodoros Palaskas. Letzterer war der Schwiegersohn von Georgios Botsaris und konnte Georgios und Kitsos Botsaris negativ beeinflussen, da er unter Ali Pascha arbeitete, der ihn schließlich hinrichten ließ.
Palaskas hatte zwei Kinder, einen Sohn und eine Tochter. Sein Sohn, Leonidas Palaskas, war Marineoffizier, Schriftsteller und Politiker. Seine Tochter, Anthousa Roujoux, eine bekannte Persönlichkeit im Athen des 19. Jahrhunderts, war die Ehefrau des französischen Diplomaten Graf de Roujoux. Sein Enkel war der französische Diplomat Jules de Roujoux. Sein Neffe war Georgios Palaskas, ebenfalls ein Kämpfer der Griechischen Revolution.